# Ян Брокоф
Ян Брокоф, також відомий як Йоганн Брокоф, (23 червня 1652 — 28 грудня 1718) — скульптор і різьбяр у стилі бароко.

## Біографія
Брокоф походив з родини прикарпатських німців. Народився в Спішській Соботі, що входила до складу (територія сучасного міста Попрад) тоді Угорського королівства. Зараз це територія міста Попрад. Більшу частину свого життя працював і проживав у Богемії. Він був батьком скульпторів Міхаеля та Фердинанда Брокофів.
У 1675 році Брокоф переїхав з Угорщини і працював у різних місцях, головним чином у західній Чехії. У 1692 році, він оселився у Празі і відкрив майстерню в Старому місті. Він та його дружина Елішка (уроджена Спінглер) виховували чотирьох дітей — синів Міхаеля Яна Йозефа, Фердинанда Максиміліана, Антоніна Себастьяна і доньку Анну Елеонору. Двоє синів продовжували його роботу, а Антонін Себастьян став придворним поетом у Відні. Ян Брокоф помер у Празі.

## Творчість
Його роботи розділяють на два види: одні він зробив сам, а інші він лише спроектував, а робив їх його син Фердинанд. Брокоф створив статую «Плачу Христа» (чеська: Pieta), розміщену на Карловому мості в 1695 році. Згодом ця скульптура була перенесена до монастиря благодатних сестер Карла Борромея (Sorores Misericordiae Congregationis S. Caroli Borromei) під Петршин пагорб (1859).
Відомоє є дерев'яна модель статуї Яну Непомуцькому, згідно з якою була відлита бронзова статуя, яка зараз знаходиться на Карловому мосту. Статуї Святого Йосифа і Хрещення Господнього на Карловому мосту (обидві були пошкоджені під час революції в 1848 році, і сьогодні можна знайти в лапідарії Національного музею в Празі). Скульптура в церкві Святої Варвари в Манетині і статуї, які прикрашають замок в Клаштерець-над-Огржим, Червоний замок (Červený Hrádek) поряд Їркова, у Лібоховіце і Броумовському монастирі тощо.

## Галерея

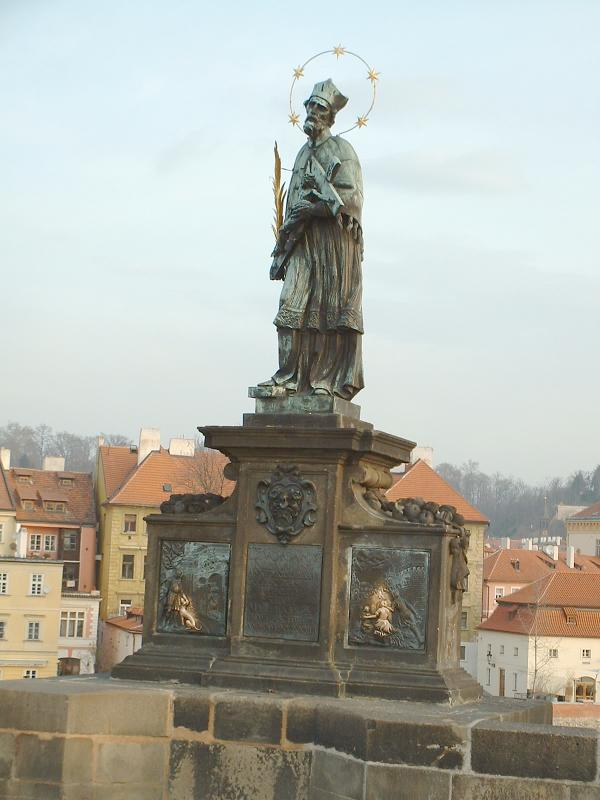
Ян Непомуцький. Карлів міст, Прага (1683)
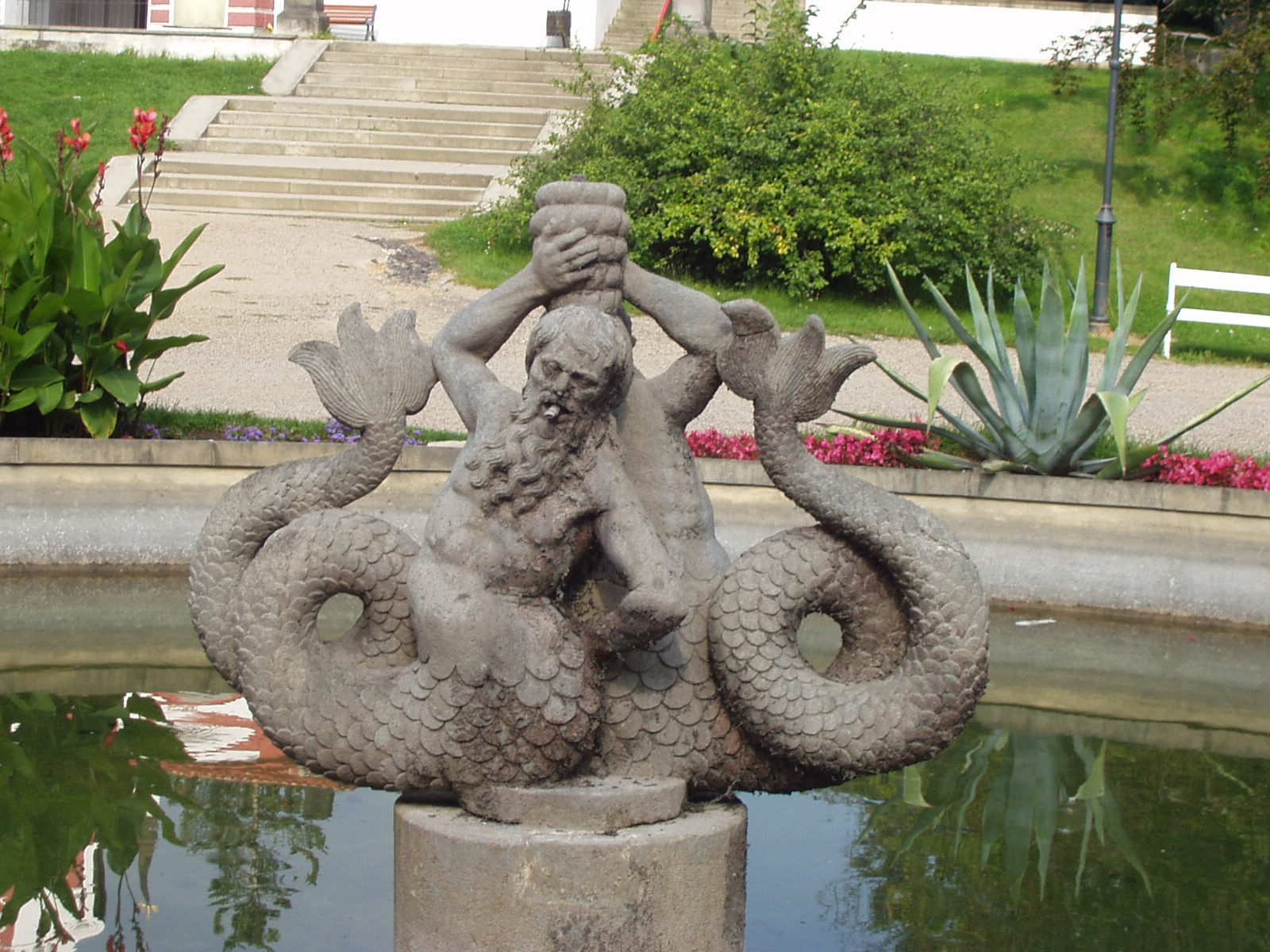
Тритон. Парк замку Кластерець-над-Огржі (1685)
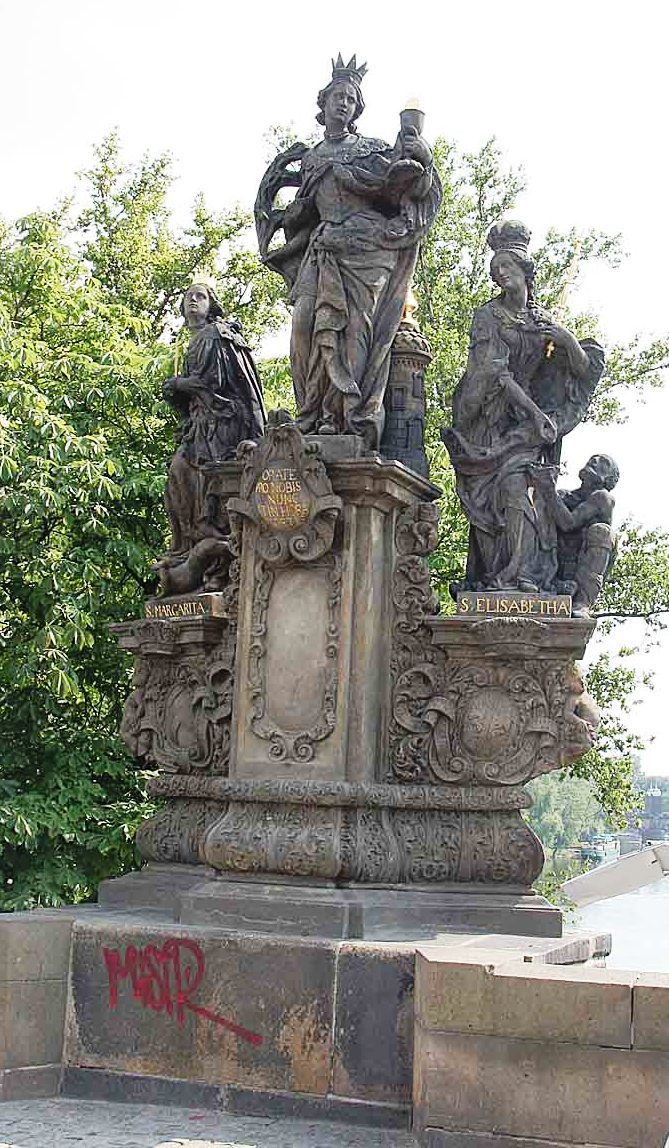
Святі Варвара, Маргарита та Єлизавета. Карлів міст, Прага (1707)